# Tagoloan (Lanao del Norte)
Tagoloan è una municipalità di quinta classe delle Filippine, situata nella Provincia di Lanao del Norte, nella Regione del Mindanao Settentrionale.
Tagoloan è formata da 7 baranggay:
- Dalamas
- Darimbang
- Dimayon
- Inagongan
- Kiazar (Pob.)
- Malimbato
- Panalawan